# Epigonus robustus
El Epigonus robustus o besugo robusto, es un pez de la familia Epigonidae, ubicado alrededor del mundo en aguas temperadas de océanos del sur, en profundidades de entre 500 y 3,000 metros. Llegan a medir más de 22 centímetros de largo.
Es un pez vigoroso que, aparte de la segunda aleta dorsal exhibe una columna más larga, similar al Epigonus lenimen o besugo de ojos grandes.     